# (42354) Kindleberger
(42354) Kindleberger est un astéroïde de la ceinture principale.

## Description
(42354) Kindleberger est un astéroïde de la ceinture principale. Il fut découvert le 12 février 2002 à Fountain Hills (Arizona) par Charles W. Juels et Paulo R. Holvorcem. Il présente une orbite caractérisée par un demi-grand axe de 2,69 UA, une excentricité de 0,06 et une inclinaison de 15,9° par rapport à l'écliptique.

## Compléments